# Thomas M. Cover
Thomas M. Cover (* 7. August 1938 in San Bernardino, Kalifornien; † 26. März 2012) hielt eine gemeinsame Professur der Fachbereiche Elektrotechnik und Statistik der Stanford University. Er war Präsident der Gesellschaft für Informationstheorie bei der IEEE sowie Fellow des Instituts für Mathematische Statistik und des IEEE.

## Leben
Seinen Ph. D. in Elektrotechnik erlangte er 1964 an der Stanford University.
1972 gewann seine Arbeit Broadcast Channels den Outstanding Paper Award für Informationstheorie. 1987 beschrieb er die Problemstellung des Zwei-Zettel-Spiels.
1990 gewann er den Claude E. Shannon Award, der in den USA als höchste informationswissenschaftliche Auszeichnung gilt. 1997 erhielt er die Richard-W.-Hamming-Medaille; und 2003 wurde er in die American Academy of Arts and Sciences gewählt.
Cover war Autor von 120 technischen Arbeiten, Koautor des Buchs Elements of Information Theory und Koeditor des Buchs Open Problems in Communication and Computation. Professor Cover beschäftigte sich 35 Jahre mit der Beziehung von Informationstheorie und Statistik.